# Svjetska liga u vaterpolu 2003.
Svjetska liga u vaterpolu 2003. drugo je izdanje ovog natjecanja. Završni turnir se igrao u New Yorku u SAD-ma od 22. do 24. kolovoza. Još u kvalifikacijama ispali su Brazil i Australija.

## Završni turnir

### Doigravanje
| 1. momčad          | Ishod | 2. momčad  |
| ------------------ | ----- | ---------- |
| Grčka              | 2:6   | SAD        |
| Srbija i Crna Gora | 15:9  | Nizozemska |

### Poluzavršnica
| 1. momčad | Ishod | 2. momčad          |
| --------- | ----- | ------------------ |
| Mađarska  | 6:5   | SAD                |
| Italija   | 5:4   | Srbija i Crna Gora |

### 3./4.
| 1. momčad | Ishod | 2. momčad          |
| --------- | ----- | ------------------ |
| SAD       | 12:9  | Srbija i Crna Gora |

### 1./2.
| 1. momčad | Ishod | 2. momčad |
| --------- | ----- | --------- |
| Mađarska  | 13:8  | Italija   |

| Pobjednici           |
| -------------------- |
| Mađarska Prvi naslov |